# Пістріца
Пістріца (рум. Pistrița) — село у повіті Мехедінць в Румунії. Адміністративно підпорядковане місту Бая-де-Араме.
Село розташоване на відстані 263 км на захід від Бухареста, 39 км на північ від Дробета-Турну-Северина, 104 км на північний захід від Крайови.

## Населення
За даними перепису населення 2002 року у селі проживали 160 осіб, усі — румуни. Усі жителі села рідною мовою назвали румунську.